# Шумское муниципальное образование
Шумское муниципальное образование — муниципальное образование со статусом городского поселения в 
Нижнеудинском районе Иркутской области России. Административный центр — рабочий посёлок (пгт) Шумский.

## Демография
По результатам Всероссийской переписи населения 2010 года 
численность населения муниципального образования составила 2767 человек, в том числе 1286 мужчин и 1481 женщина.

## Населенные пункты
В состав муниципального образования входят населенные пункты:
- Шумский[2]